# Suncus megalura
Suncus megalura är en däggdjursart som först beskrevs av Fredericus Anna Jentink 1888.  Suncus megalura ingår i släktet Suncus och familjen näbbmöss. IUCN kategoriserar arten globalt som livskraftig. Inga underarter finns listade i Catalogue of Life.
Denna näbbmus blir med svans ungefär 16,4 cm lång, har en cirka 8,4 cm lång svans och väger omkring 6 g. Svansen är därmed längre än huvudet och bålen tillsammans. Suncus megalura har mörk gråbrun päls på ovansidan och ljusare päls vid buken. Svansen har samma färgindelning.
Arten förekommer i stora delar av Afrika söder om Sahara. Den saknas däremot i Kongobäckenet. Habitatet varierar mellan savanner och olika slags skogar. I Zimbabwe hittas arten i regioner som varje år har 800 till 1200 mm nederbörd.
Suncus megalura har bra förmåga att klättra i växtligheten med hjälp av sin svans som kan användas som gripverktyg. Boet byggs av gräs och placeras i buskar. Per kull föds ungefär två ungar. Arten äter ryggradslösa djur och i vissa områden är Suncus megalura den enda näbbmusen som äter enkelfotingar.